# كأس سلوفينيا 2008–09
كأس سلوفينيا 2008–09 هو موسم من كأس سلوفينيا. كان عدد الأندية المشاركة فيه 31، وفاز فيه NK IB 1975 Ljubljana ‏.